# Alban Collignon

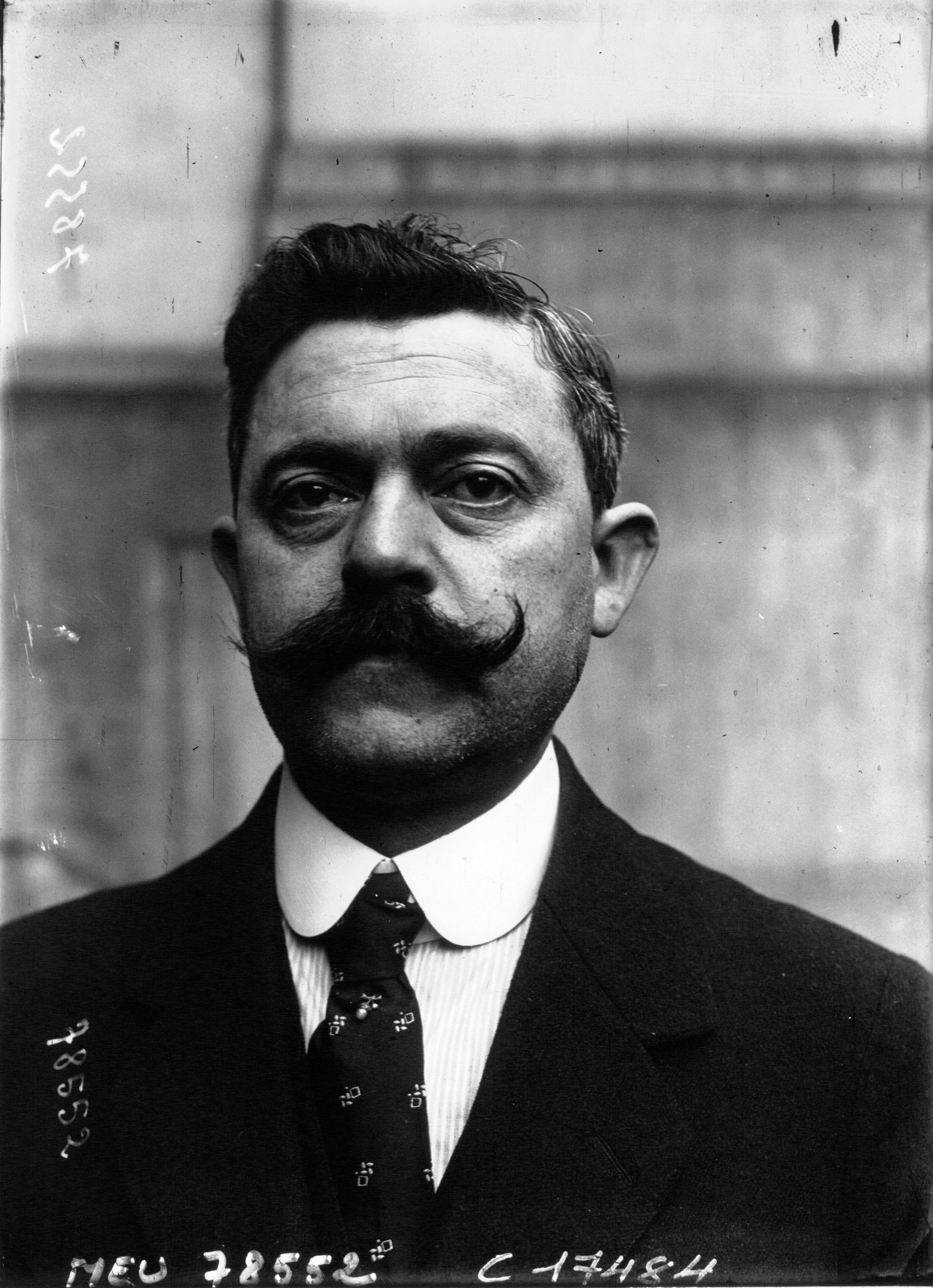
Alban Collignon (1920)

Alban Collignon (* 17. Mai 1876 in Mechelen; † 31. Oktober 1955 in Brüssel) war ein belgischer Sportjournalist, Radsportfunktionär und Präsident des Weltradsportverbandes Union Cycliste Internationale (UCI).
1911 begründete Alban Collignon die Radsportzeitschrift Tous les Sports und rief die Belgien-Rundfahrt für Amateure ins Leben. Später verkaufte er diese Zeitschrift und begründete die neue Vélo Sports, die auch als offizielles Organ der Ligue Vélocipédique Belge diente.
1928 initiierte Collignon in Belgien die Vergabe der Nationale trofee voor sportverdienste, ursprünglich zu Ehren des Begründers des Koninklijke Belgische Aero-Club, Fernand Jacobs, weshalb die Auszeichnung in den ersten vier Jahren auch Grote Prijs Fernand Jacobs hieß. Geehrt werden damit bis heute jährlich besondere Verdienste um den belgischen Sport, und man kann die Auszeichnung auch nur einmal erhalten. In den letzten Jahren erhielten die Trofee unter anderem der Fußballer Marc Wilmots (2002) und der Radrennfahrer Philippe Gilbert (2009). Von 1939 bis 1947 war Collignon Präsident der UCI, nachdem er von 1935 bis 1939 schon Vize-Präsident gewesen war.
Collignon war auch Präsident des belgischen Radsportverbandes und fungierte als Schiedsrichter bei Radrennen. Bei den UCI-Bahn-Weltmeisterschaften 1931 sorgte er für einen Eklat: Im Finallauf des Sprintrennens zwischen dem Franzosen Lucien Michard und dem Dänen Willy Falck Hansen entschied er für Falck Hansen als Sieger und rief ihn als Weltmeister aus. Obwohl sowohl die Fahrer als auch er selbst kurz darauf erkannten, dass dies ein Fehlurteil war, erlaubten die damaligen Regeln keine Revision seiner Entscheidung. Da er der einzige Zielrichter gewesen war, wurde als Konsequenz beschlossen, künftig mehrere Zielrichter einzusetzen.